# 岸田劉生
岸田 劉生（きしだ りゅうせい、1891年〈明治24年〉6月23日 - 1929年〈昭和4年〉12月20日）は、大正から昭和初期の洋画家。父親は新聞記者で実業家の岸田吟香。

## 来歴・人物

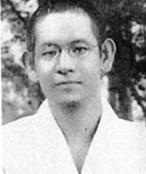
明治期

1891年（明治24年）、薬屋「楽善堂」を経営する実業家、岸田吟香の四男として東京の銀座に生まれる。弟はのちに浅草オペラで活躍し宝塚歌劇団の劇作家になる岸田辰彌。東京高師附属中学中退後の1908年（明治41年）、東京の赤坂溜池にあった白馬会葵橋洋画研究所に入り黒田清輝に師事した。1910年（明治43年）文展に2点の作品が入選している。
1911年（明治44年）『白樺』主催の美術展がきっかけでバーナード・リーチと知り合い、柳宗悦・武者小路実篤ら『白樺』周辺の文化人とも知り合うようになった。劉生自身生前は『初期肉筆浮世絵』、『図画教育論』や、没後に出された随筆『美の本体』（河出書房）、『演劇美論』（刀江書院）など、多くの文章を残し、これらは『岸田劉生全集』（全10巻、岩波書店）にまとめられた。
1912年（明治45年）に、高村光太郎・萬鉄五郎・斎藤与里・清宮彬・木村荘八らとともにヒュウザン会を結成、第1回ヒュウザン会展には14点を出品した。これが画壇への本格的なデビューといえる。鏑木清方に日本画を学んで同展覧会を観覧に来ていた小林蓁（しげる）と1913年7月に結婚する。ヒュウザン会展は2回で終了し、1913年（大正2年）の第2回展ではフュウザン会と改称した。劉生の初期の作品はポスト印象派、特にセザンヌの影響が強いが、この頃からヨーロッパのルネサンスやバロックの巨匠、特にデューラーの影響が顕著な写実的作風に移る。1914年（大正3年）に娘の麗子が誕生し、1918年以降に彼女をモデルとした多くの「麗子像」を描く。
1915年（大正4年）、現代の美術社主催第1回美術展（第2回展以降の名称は「草土社展」）に出品する。草土社のメンバーは木村荘八・清宮彬・中川一政・椿貞雄・高須光治・河野通勢らであった。草土社は1922年（大正11年）までに9回の展覧会を開き、劉生はそのすべてに出品している。1915年に描かれ、翌年の第2回草土社展に出品された『切通しの写生（道路と土手と塀）』は劉生の風景画の代表作の一つである。
1917年（大正6年）、結核を疑われ、友人の武者小路実篤が居住する神奈川県藤沢町鵠沼の貸別荘で転地療養する。
1918年（大正7年）、高村光太郎に促された高田博厚が自画像を見てもらいに鵠沼を訪れる。岸田は自画像を褒めたが、傍らにあった麗子像を見て実力差を感じた高田は「あいつには一生かかってもかなわない」と絵画をあきらめ彫刻へ進む。
1920年（大正9年）、30歳を期に没するまで日記を記し、幅広い交友関係が窺われる。後年『劉生全集』や、『劉生日記』（各・岩波書店）にまとめられている。劉生を慕い、草土社の椿貞雄や横堀角次郎も鵠沼に住み、中川一政らのように岸田家の食客となる若者もいた。1923年（大正12年）、関東大震災で自宅が倒壊し、京都へ転居してのちに鎌倉で居住する。鵠沼時代が最盛期であった。京都移住に伴い、草土社は自然解散したが、劉生を含めメンバーの多くは春陽会に活動の場を移した。
1929年（昭和4年）9月末から、南満洲鉄道（満鉄）の松方三郎の招きで生涯最初で最後の海外旅行に出かけ、大連・奉天・ハルビンなどに滞在する。満洲で絵を売って資金を作りヨーロッパへ行く算段を立て、満洲で複数の絵を描いた。現地の暮らしに馴染めず、11月27日に満洲を発って帰国した。帰国直後、同行の画商田島一郎に伴われ、田島の郷里山口県徳山（現：周南市）に3週間滞在した。
12月14日に体調不良を訴え、2日後の16日に医者から慢性腎臓炎による視力障害と診断されるも、腎臓だけでなく胃・肝臓・心臓までも病に侵されていた。18日朝に「暗い、目が見えない！」と訴え、日本画壇を支配していたアンリ・マティスをあげて「マティスの馬鹿野郎！」と叫び続けた。2日後の20日に胃潰瘍と尿毒症のために38歳で他界した。墓所は多磨霊園にある。徳山市民館前庭に岸田劉生記念碑が、1971年（昭和46年）12月4日に建てられた。現在は、文化会館前庭になっている。武者小路実篤「岸田劉生終焉之街」、川端康成「美」、梅原龍三郎「一世の偉友劉生兄」と刻まれている。
当時から潔癖症で知られ、汚物が腕に付着したことがあった時には「腕を切り落とせ」と言い張り、周囲を困惑させたことがある。病的な神経質で、くしゃみをすればアスピリンを服用し、寒い時に布団を五・六枚掛けたり、トイレでは紙を一丈（約3メートル）使ったという。癇癪持ちで気に入らないことがあると当り散らすなど、社交的とはいい難い人物であった。家庭でもしばしば癇癪を起していたが、そのときは決まって近くの海岸で海を眺めて気持ちを静め、麗子に「悪い父さんは海に捨ててきた」と謝るなど家族に対しては優しさを見せていた。
狂言の影響を受けた初期歌舞伎、岩佐又兵衛らの初期浮世絵などに共通する、生々しさやしつこく濃い表現を「デロリ（デレリ、デロデロ）としている」と言って分析解説した。それになぞらえて日本美術に現れる不気味なリアリズムや、劉生自身の作品を含む生々しさを持った絵画、甲斐庄楠音、稲垣仲静などが後世の美術論壇で「デロリ」の系譜に位置付けて紹介されることがある。
晩年までパリに行くことが願望であったが、「パリに行った暁には、フランスの画家に絵を教えてやる」などと豪語していた。

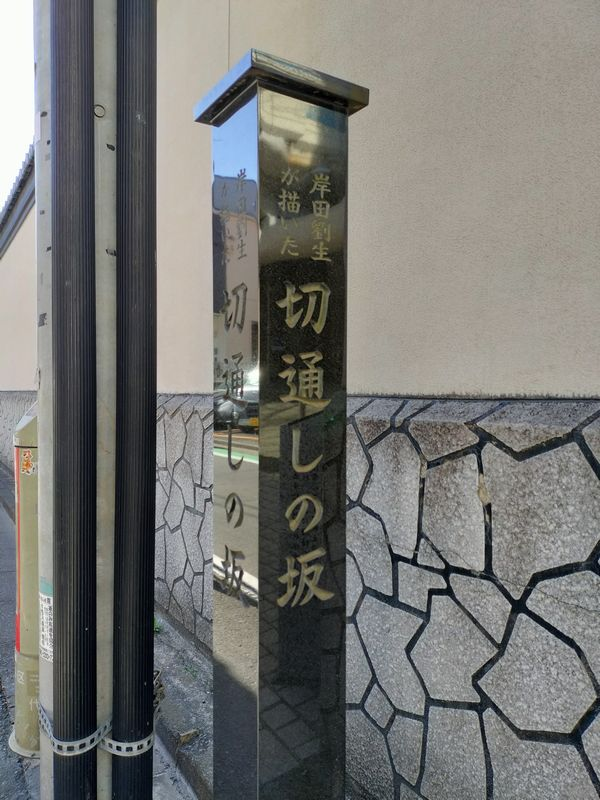
渋谷区代々木4丁目に建つ「切り通しの坂」記念碑

## 代表作

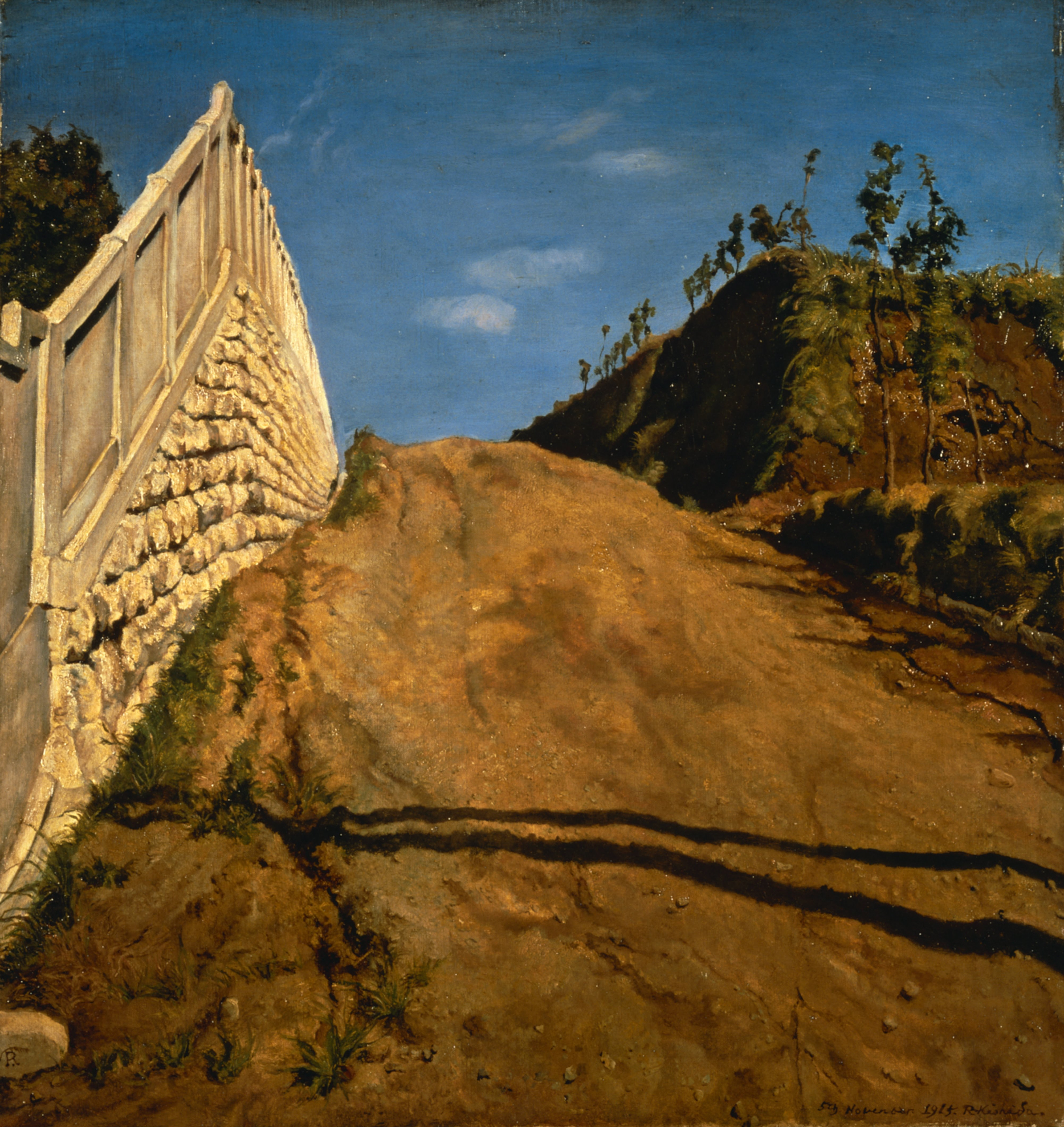
道路と土手と塀（切通之写生、現：渋谷区代々木4丁目）

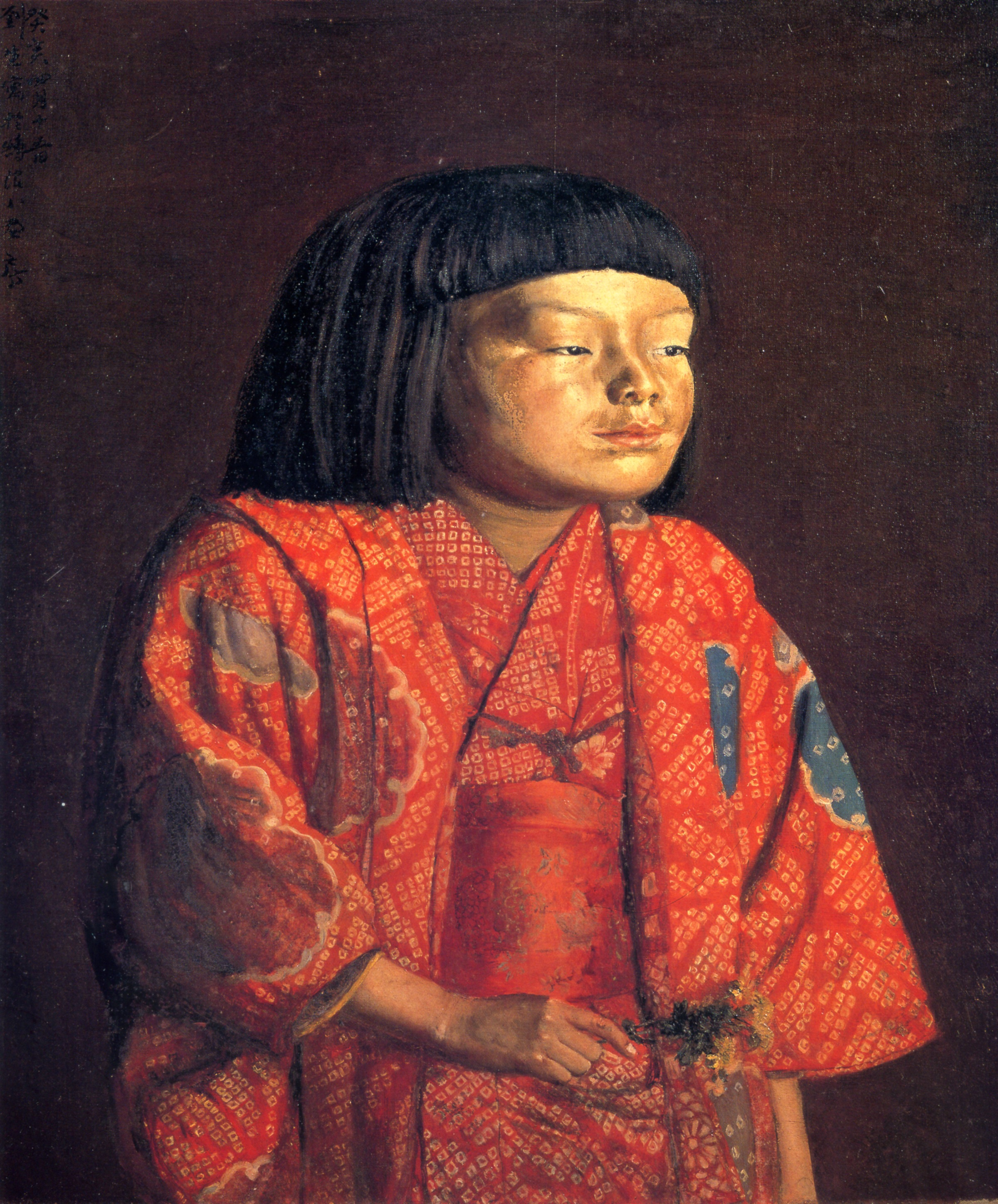
「童女図/麗子立像」1923年(神奈川県立近代美術館)

| 作品名                           | 技法             | 形状・員数 | 寸法（縦x横cm） | 所有者               | 制作年 | 出品展覧会    | サイン | 備考       |
| -------------------------------- | ---------------- | ---------- | --------------- | -------------------- | ------ | ------------- | ------ | ---------- |
| B.L.の肖像(バーナード・リーチ像) | 油彩・キャンバス | 額1面      | 61.5×46.0       | 東京国立近代美術館   | 1912年 | 第1回生活社展 |        |            |
| 道路と土手と塀（切通之写生）     | 油彩・キャンバス | 額1面      | 56.0×53.0       | 東京国立近代美術館   | 1915年 | 第2回草土社展 |        | 重要文化財 |
| 古屋君の肖像 (草持てる男の肖像)  | 油彩・キャンバス | 額1面      | 45.5×33.5       | 東京国立近代美術館   | 1916年 | 第3回草土社展 |        |            |
| 壺の上に林檎が載って在る         | 油彩・板         | 額1面      | 40.0×29.5       | 東京国立近代美術館   | 1916年 | 第3回草土社展 |        |            |
| 近藤医学博士之像                 | 油彩・キャンバス |            | 45.8×37.7       | 神奈川県立近代美術館 | 1925年 | 第3回春陽会展 |        |            |

### 麗子像一覧

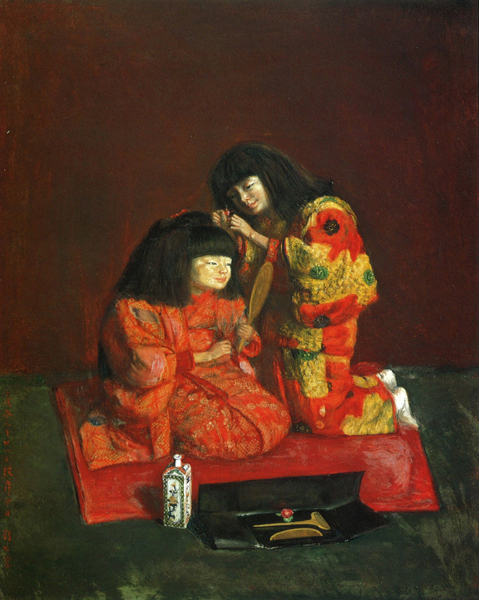
「二人麗子図/童女飾髪図」1922年

| 作品名                                 | 技法                     | 形状・員数 | 寸法（縦x横cm） | 所有者                   | 制作年                  | 出品展覧会    | サイン                                               | 備考           |
| -------------------------------------- | ------------------------ | ---------- | --------------- | ------------------------ | ----------------------- | ------------- | ---------------------------------------------------- | -------------- |
| 麗子像（林檎を持てる麗子）             | インク、水彩・紙         |            | 26.0x16.0       | ウッドワン美術館         | 1917年4月5日            |               |                                                      |                |
| 林檎を持てる麗子                       | インク、水彩・紙         |            | 22.2x17.5       | 個人                     | 1917年4月15日           |               |                                                      |                |
| 麗子肖像（麗子五歳之像）               | 油彩作品・キャンバス     | 額1面      | 45.3×38.0       | 東京国立近代美術館       | 1918年10月８日          | 第6回草土社展 |                                                      |                |
| 麗子之像                               | 木炭、コンテ・紙         |            | 30.6x23.4       | 笠間日動美術館           | 1918年秋                |               |                                                      |                |
| 麗子六歳之像                           | 木炭、淡彩・紙           |            | 36.5x28.0       | 泉屋博古館分館           | 1919年2月5日            |               |                                                      |                |
| 麗子六歳之像                           | 水彩・紙                 |            | 41.4×32.0       | 東京国立近代美術館       | 1919年3月7日            |               |                                                      | 岩波茂雄旧蔵   |
| 麗子像                                 | コンテ・紙               |            | 37.3x27.8       | 個人                     | 1919年3月19日           |               |                                                      |                |
| 林檎を持てる麗子                       | 水彩、紙                 |            | 38.2x28.3       | メナード美術館           | 1919年3月25日           |               |                                                      |                |
| 麗子像                                 | 木炭、クレヨン・紙       |            | 34.0x31.5       | 個人                     | 1919年4月21日           |               |                                                      |                |
| 村娘之図                               | 木炭、パステル、水彩・紙 |            | 40.6x31.6       | 笠間日動美術館           | 1919年4月21日           |               |                                                      |                |
| 麗子坐像                               | 油彩・キャンバス         |            | 72.5x60.4       | ポーラ美術館             | 1919年8月23日           | 第7回草土社展 |                                                      |                |
| 麗子坐像                               | 水彩・紙                 |            | 51.8x34.5       | 個人                     | 1920年1月16日           |               |                                                      |                |
| 麗子坐像（人形持つ麗子坐像）           | 水彩・紙                 |            | 34.5x47.5       | ブリヂストン美術館       | 1920年1月28日           |               |                                                      |                |
| 麗子立像                               | 水彩・紙                 |            | 49.5x33.5       | 長谷川町子美術館         | 1920年2月24-25日        |               |                                                      |                |
| 麗子之像                               | 木炭、水彩・紙           |            | 37.6x27.6       | 個人                     | 1920年2月28日           |               |                                                      |                |
| 麗子之像                               | 水彩・紙                 |            | 39.5x28.5       | 天一美術館               | 1920年3月1日            |               |                                                      |                |
| 麗子肖像                               | コンテ、水彩・紙         |            | 51.0x34.8       | 個人                     | 1920年8月21日           |               |                                                      |                |
| 毛糸肩掛せる麗子肖像                   | 油彩・キャンバス         |            | 45.2x38.0       | ウッドワン美術館         | 1920年10月15日-11月10日 |               |                                                      |                |
| 麗子微笑之立像                         | 水彩・紙                 |            | 50.5x34.2       | メナード美術館           | 1921年4月3日            |               |                                                      |                |
| 麗子洋装之像                           | 木炭、水彩・紙           |            | 49.5x33.0       | 個人                     | 1921年5月22日           |               |                                                      |                |
| 麗子洋装之像                           | コンテ、水彩・紙         |            | 46.6x31.8       | 下関市立美術館           | 1921年8月31日           |               |                                                      |                |
| 麗子洋装之図（青果樹持テル）           | 水彩・紙                 |            | 50.6x34.6       | 豊田市美術館             | 1921年9月30日           |               |                                                      |                |
| 麗子微笑像                             | 水彩・紙                 |            | 41.8x34.0       | 上原近代美術館           | 1921年10月1日           |               |                                                      |                |
| 麗子微笑                               | 油彩・キャンバス         | 額1面      | 44.2×36.4       | 東京国立博物館           | 1921年10月15日          |               |                                                      | 重要文化財     |
| 麗子坐像（紫色毛糸洋服着たる麗子坐像） | 水彩・紙                 |            | 51.3x34.3       | メナード美術館           | 1921年11月1日           |               |                                                      |                |
| 麗子立像（未完）                       | 油彩・キャンバス         |            | 58.5x43.2       | 下関市立美術館           | 1922年1月31日           |               |                                                      |                |
| 麗子像                                 | コンテ・紙               |            | 28.8×18.7       | 東京国立近代美術館       | 1921年頃                |               |                                                      |                |
| 二人麗子図（童女飾髪図）               | 油彩・キャンバス         |            | 90.3x72.7       | 泉屋博古館分館           | 1922年3月21日           |               | 「壬戌春三月二十一日彼岸中日劉生写」                 |                |
| 麗子像                                 | テンペラ・キャンバス     |            | 41.0x31.9       | ブリヂストン美術館       | 1922年3月28日           |               |                                                      |                |
| 麗子微笑                               | 水彩・紙                 |            | 33.0x25.0       | ポーラ美術館             | 1922年3月30日           |               |                                                      |                |
| 野童女                                 | 油彩・キャンバス         |            | 64.0x52.0       | 神奈川県立近代美術館寄託 | 1922年5月20日           |               | 「学顔輝筆寒山図 岸田劉生写之 壬戌春五月廿日」       |                |
| 麗子之像                               | 油彩・キャンバス         |            | 45.6x37.9       | 天一美術館               | 1922年11月2日           |               |                                                      |                |
| 花持ち裸の麗子                         | 墨画、淡彩・紙           |            | 60.0x37.0       | 下関市立美術館           | 1922年                  |               |                                                      |                |
| 裸の麗子                               | 墨画、淡彩・紙           |            | 69.5x33.7       | 下関市立美術館           | 年代不明                |               |                                                      |                |
| 麗子弾絃図                             | 油彩・キャンバス         | 額1面      | 40.9×31.7       | 京都国立近代美術館       | 1923年1月28日           |               | 左上に「麗子弾絃図」、右上に「癸亥正月廿八日劉生写」 |                |
| 童女図（麗子立像）                     | 油彩・キャンバス         |            | 53.3x45.7       | 神奈川県立近代美術館     | 1923年4月15日           | 第1回春陽会   | 「癸亥四月十五日劉生写 於鵠小画房」                  | 脇村義太郎旧蔵 |
| 童女図                                 | 油彩・キャンバス         |            | 33.4x31.8       | 個人                     | 1923年12月22日          |               |                                                      |                |
| 寒山風麗子像                           | 墨画、淡彩・紙           |            | 62.5x39.1       | 笠間日動美術館           | 1922年-23年             |               |                                                      |                |
| 童女舞姿                               | 油彩・キャンバス         |            | 91.0x53.1       | 大原美術館               | 1924年3月7日            |               |                                                      |                |
| 麗子立像（未完）                       | 油彩・キャンバス         |            | 80.5x60.5       | 個人                     | 1924年4月9日            |               |                                                      |                |
| 麗子遊戯図（未完）                     | 油彩・キャンバス         |            | 90.5x60.2       | 個人                     | 1925年2月9日            |               |                                                      |                |
| 麗子十六歳之像                         | 油彩・キャンバス         |            | 45.3x23.0       | 笠間日動美術館           | 1929年5月               |               |                                                      |                |
| 麗子十六歳之像                         | 油彩・キャンバス         |            | 47.2x24.8       | ふくやま美術館           | 1929年6月               |               |                                                      |                |

### 作品の行方
岸田劉生の作品の多くはパトロンであった松方三郎と兄の森村義行により収集されたが、両者の死後、1970年代から1980年代にかけて相次ぎ手放された。これらの作品群を収集した個人コレクターが、2021年に京都国立近代美術館に29点を売却、13点を寄贈。同博物館は一大コレクションを有することとなった。
親族の回想
- 岸田麗子『父 岸田劉生』 中央公論新社、新版・2021年。解説岸田夏子
- 岸田夏子編・解説『肖像画の不思議　麗子と麗子像』 求龍堂、2009年。ISBN 978-4763009104

## 著作文献
- 『岸田劉生全集』全10巻、岩波書店、1979-80年
  - 『劉生日記』全5巻、岩波書店、1984年。全集の新訂版
- 『劉生絵日記　新訂版』全3巻、龍星閣、1978-79年
- 『美の本体』 講談社学術文庫、1985年
- 『岸田劉生随筆集』 岩波文庫、1996年。酒井忠康編
- 『摘録 劉生日記』 岩波文庫、1998年。酒井忠康編
- 『異端の天才 岸田劉生美術思想集成 前篇』 書肆心水、2010年
- 『うごく劉生、西へ東へ 岸田劉生美術思想集成 後篇』 書肆心水、2010年

## 作品紹介・伝記
- 『岸田劉生 美術特集日本編 第44号』 朝日新聞社〈アサヒグラフ別冊〉、1986年5月
- 富山秀男『岸田劉生』 岩波新書 黄版、1986年
- 北澤憲昭編 『岸田劉生　内なる美―在るということの神秘』 二玄社、1997年、ISBN 978-4544020700
- 『岸田劉生　新潮日本美術文庫41』 新潮社、1998年、ISBN 978-4106015618
- 『岸田劉生　独りゆく画家』 酒井忠康監修、平凡社<別冊太陽 日本のこころ>、2011年
- 図録『岸田劉生　実在の神秘、その謎を追う』 水声社、2018年7月、ISBN 978-4801003538
- 蔵屋美香編著 『もっと知りたい岸田劉生　生涯と作品』 東京美術、2019年、ISBN 978-4808711450
- 岸田夏子・梶岡秀一 編著『岸田劉生のあゆみ　京都国立近代美術館のコレクションでたどる』 新潮社<とんぼの本>、2022年

## 関連施設
- 笠間日動美術館
- 郡山市立美術館
- 新潟県立近代美術館
- 東京国立近代美術館
- 愛知県美術館
- 豊橋市美術博物館
- 豊田市美術館
- 浜松市美術館
- メナード美術館
- 三重県立美術館
- 中野美術館
- 京都国立近代美術館
- 兵庫県立美術館
- ふくやま美術館
- ウッドワン美術館
- 北九州市立美術館
- ヒマラヤ美術館

## 関連人物
- 浦野まつほ
- 武者小路実篤
- 木村荘八
- 佐伯祐三
- 土方定一
- 椿貞雄
- 杉本健吉
- 高橋貞一郎